# História da maçonaria
A História da maçonaria (forma reduzida e usual de francomaçonaria) relata a evolução de sociedades ditas maçônicas, que se estruturam de modo discreto e em carácter universal, cujos membros cultivam o aclassismo, humanismo, os princípios da liberdade, democracia, igualdade, fraternidade e aperfeiçoamento intelectual, constituindo-se em uma associação iniciática e filosófica. Os maçons estruturam-se e reúnem-se em células autónomas, designadas por oficinas, ateliers ou (como são mais conhecidas e correctamente designadas) Lojas, "todas iguais em direitos e honras, e independentes entre si."
A origem se perde na Idade Média, se considerarmos as suas origens Operativas, ou seja associação de cortadores de pedras verdadeiros, que tinha como ofício a arte de construção de castelos, muralhas etc.
Existem, no mundo, aproximadamente 6 milhões de integrantes espalhados pelos 5 continentes, destes 3,2 milhões (58%) nos Estados Unidos, 1,2 milhão (22%) no Reino Unido e 1,1 milhão (20%) no resto do mundo. No Brasil são aproximadamente 211 mil maçons regulares (2,7%) e 4.700 Lojas.

## Maçonaria no Mundo

### Maçonaria primitiva
A maçonaria primitiva, ou "pré-maçonaria",[carece de fontes?] é o período que abrange todo o conhecimento herdado do passado mais remoto da humanidade até o advento da maçonaria operativa. Há quem busque nas primeiras civilizações a origem iniciática. Outras buscam no ocultismo, na magia e nas crendices primitivas a origem do sistema filosófico e doutrinário. Tantas são as controvérsias, que surgiram variadas correntes dentro da maçonaria. A origem mais aceita, segundo a maioria dos historiadores, é que a Maçonaria Moderna descende dos antigos construtores de igrejas e catedrais, corporações formadas sob a influência da Igreja na Idade Média.
É evidente que a falta de documentos e registros dignos de crédito, envolve a maçonaria numa penumbra histórica, o que faz com que os fantasistas, talvez pensando em engrandecê-la, inventem as histórias sobre os primórdios de sua existência. Há aqueles que ensinam que ela teve início na Mesopotâmia, outros confundem os movimentos religiosos do Egito e dos Caldeus como sendo trabalhos maçônicos. Há escritores que afirmam ser o Templo de Salomão o berço da Maçonaria.
O que existe de verdade é que a Maçonaria adota princípios e conteúdos filosóficos milenares, que foram adotados por instituições como as "Guildas" (na Inglaterra), Compagnonnage (na França), Steinmetzen(na Alemanha). O que a Maçonaria fez foi adotar todos aqueles sadios princípios que eram abraçados por instituições que existiram muito antes da formação de núcleos de trabalho que passaram à história como o nome de Maçonaria Operativa ou de Ofício.

### Maçonaria operativa

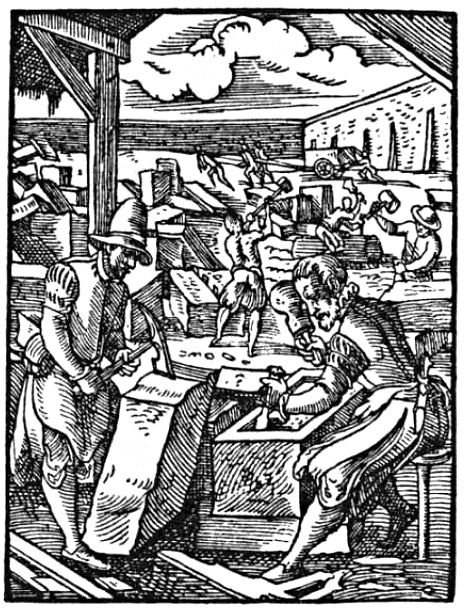
Na Idade Média o ofício de pedreiro era uma condição cobiçada para classe do povo. Sendo esta a única guilda que tinha o direito de ir e vir. E para não perder suas regalias o segredo deveria ser guardado com bastante zelo.

Após o declínio do Império Romano, os nobres romanos afastaram-se das antigas cidades e levaram consigo camponeses para proteção mútua para se proteger dos bárbaros. Dando início ao sistema de produção baseado na contratação servil Nobre-Povo (Feudalismo)
Ao se fixar em novas terras, Os nobres necessitavam de castelos para sua habitação e fortificações para proteger o feudo. Como a arte de construção não era nobre, deveria advir do povo, e como as atividades agropecuária e de construção não guardavam nenhuma relação, uma nova classe surgiu: Os construtores, herdeiros das técnicas romanas e gregas de construção civil.
Outras companhias se formaram: artesão, ferreiro, marceneiros, tecelões em torno de Corporações de ofício e três estados: aprendiz, jornaleiro e mestre. A maioria das guildas limitava-se no entanto às fronteiras do feudo.
Já as guildas dos pedreiros necessitavam mover-se para a construção das estradas e das novas fortificações dos Templários. Os demais membros do povo não tinham o direito de ir e vir, direito este que hoje temos e nos é tão cabal. Os segredos da construção eram guardados com incomensurável zelo, visto que, se caísse em domínio público às regalias concedidas à categoria, cessariam. Também não havia interessem em popularizar a profissão de pedreiro, uma vez que o sistema feudal exigia a atividade agropecuária dos vassalos
Essas guildas em França tomam o nome de  "companheirismo" do latim popular *companionem, « aquele que partilha o pão com outro», de cum, « com», e , «pão» e designa um grupo de pessoas cujo objetivo é : ajuda mútua, proteção, educação, transmissão de conhecimentos entre todos os seus membros.

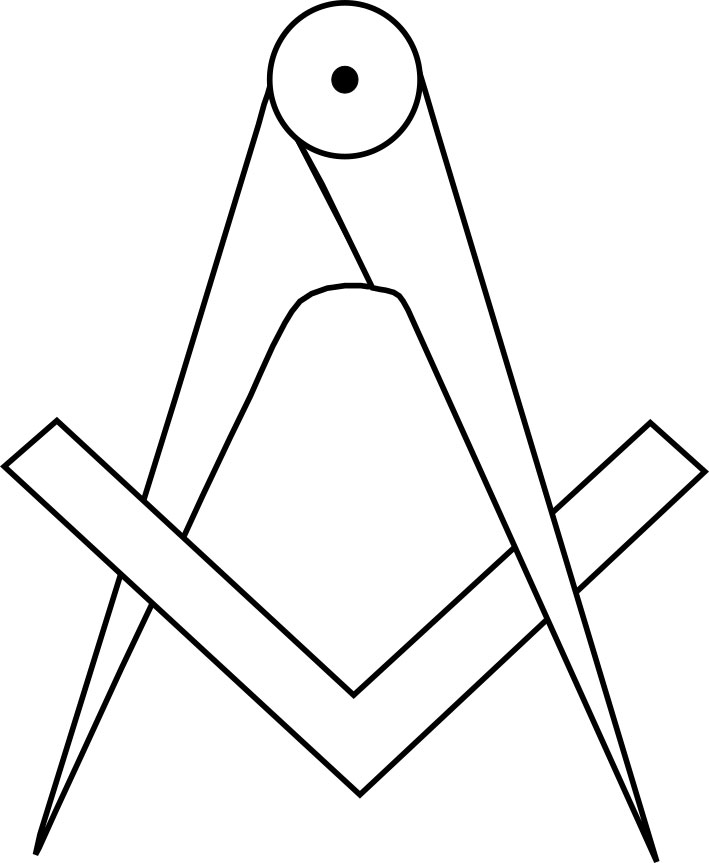
O compasso e o quadrado entrelaçados, dois dos símbolos de companheirismo

Os símbolos e rituais da Maçonaria e do Companheirismo são diferentes, embora tenham alguns elementos comuns, especialmente o conjunto entrelaçado, esquadro e compasso, entre outros símbolos herdados dos Construtores Companheiros, como : martelo e cinzel, nível e fio de prumo, régua e alavanca, espátula.

#### Origem lendária
As lendas dos companheiros referem-se a três fundadores lendários: Salomão, Mestre Tiago e Pai Soubise esses dois ultímos, pedreiros na construção do Templo de Salomão, evento que supostamente viu nascer a ordem dos companheiros.
- A lenda de Salomão é particularmente importante nos mitos dos companheiros do " dever da liberdade " Parece ser de origem posterior aos outros e parece ter sido introduzido a partir do mito maçônico de Hiram .Entre o final do XVIII século e início do XIX século, antes de se estender aos rituais de outras sociedades companheiras.[18]
- Segundo a lenda principal, Mestre Jacques (Tiago) teria aprendido a trabalhar a pedra desde criança, antes de partir para uma viagem aos 15 anos para chegar ao Templo de Salomão aos 36 anos, aonde tornou-se mestre pedreiro, ele teria voltado à França na companhia de outro mestre, chamado Soubise, com quem teria ficado irritado durante a viagem.  Ter-se-ia escondido para se proteger do rival mas foi na mesma assassinado, traído por um de seus fiéis. Outra versão da lenda, provavelmente mais tarde, identifica Maître Jacques com Jacques de Molay, o último grão-mestre da Ordem do Templo . Ainda outro o identifica com Jacques Moler, que teria sido o mestre construtor da Catedral de Orleans em 1401  .
- Representado com uma túnica bure, o pai Soubise foi, segundo a lenda, um arquiteto na obra do Templo de Salomão. Ele teria voltado para França, depois de sua briga com Maître Jacques. Segundo algumas lendas, ele esteve na origem do assassinato deste, enquanto outras o exoneram. Outra lenda faz dele um monge beneditino que teria participado com Jacques Moler na obra da sé de Orleans  .

##### Origem histórica
Fixar uma data precisa para o nascimento da companheirismo exigiria de lhe dar uma definição precisa coisa que ele nunca teve, e os arquivos das confrarias só datam do século XVIII. Provavelmente existiam organizações de trabalhadores e artesãos desde as origens desses ofícios. O estudo comparativo das religiões e tradições dos diferentes países do mundo parece mostrar que esses artesãos transmitiram conhecimentos mais ou menos secretos, de geração em geração, desde os tempos antigos. Vestígios disso podem ser encontrados no antigo Egito e na antiguidade romana, por exemplo. O Companheirismo já existia na época áurea das catedrais, são reconhecíveis sinais gravados na pedra dos companheiros, estes companheiros viajaram por todos os países da Europa e principalmente na França.
A primeira menção indiscutível de práticas de companheirismo remonta ao ano de 1420, quando o rei Carlos VI escreveu uma portaria para os sapateiros de Troyes.
No século XVI, as condenações reais contra os "companheiros" multiplicam-se. Em 1539, pelo decreto de Villers-Cotterêts, Francisco I de França proíbe essas confrarias, obrigando-as a entrar na clandestinidade inventando meios de reconhecimentos (roupa, marca, assinatura) e códigos.
No século XVII, a Igreja Católica acrescenta a sua condenação à do rei: Em 1655, uma resolução dos doutores da faculdade de Paris atesta, ao condená-los, a existência de práticas rituais não controladas pelas autoridades religiosas. Ao mesmo tempo, a Igreja tenta contrapor-se com a criação de uma ordem semirreligiosa de sapateiros, que rapidamente terminará em fracasso total.
Apesar dessa proibições no início do século XVIII, o companheirismo tem duas características fortes e antagônicas: Seu poder como organização de trabalhadores torna-se considerável. Ele organiza às vezes longas greves, controla os recrutamentos em algumas cidades. E ao mesmo tempo sua divisão é profunda e as brigas entre companheiros de confrarias rivais causa muitas vítimas.

### Maçonaria especulativa
A Maçonaria Especulativa corresponde a segunda fase, que utiliza os moldes de organização dos maçons operativos inventados na clandestinidade juntamente com ingredientes fundamentais como o pensamento iluminista, ruptura com a Igreja Romana e a reconstrução física da cidade de Londres, berço da maçonaria regular.
Com o passar do tempo as construções tornavam-se mais raras. O feudalismo declinou dando lugar ao mercantilismo. Com consequência o enfraquecimento da igreja romana. Havendo uma ruptura da unidade cristã advindas da reforma protestante.
Superada a tragédia da peste negra que dizimou a população mundial, particularmente da Europa, teve início o Iluminismo no século XVIII, que enfatizou a razão e a ciência para explicar o Universo, em contraposição à fé.
A Inglaterra surge como o berço da maçonaria especulativa regular durante a reconstrução da cidade após um incêndio de grandes proporções em sua capital Londres em setembro de 1666 que contou com muitos pedreiros para reconstruir a cidade nos moldes medievais.
Para se manter foram aceitas outras classes de artífices e essas pessoas formaram paulatinamente agremiações que mantinham os costumes dos pedreiros nas suas reuniões, o que diz respeito ao reconhecimento dos seus membros por intermédio dos sinais característicos da agremiação.
Essas associações sobreviveram ao tempo. Os segredos das construções não eram mais guardados a sete chaves, eram estudados publicamente. Todavia o método de associação era interessante, o método de reconhecimento da maçonaria operativa era muito útil para o modelo que surgiu posteriormente. Em vez de erguer edifícios físicos, catedrais ou estradas, o objetivo era outro: erguer o edifício social ideal.

## Maçonaria no Brasil
As ideias liberais que entravam em terras brasileiras junto com os viajantes estrangeiros e por meio de livros e de outras publicações, incentivavam o sentimento de revolta entre a elite de Pernambuco, que participava ativamente, desde o fim do século XVIII, de sociedades secretas. Em 1796, o naturalista Manuel Arruda Câmara fundou a Sociedade Secreta Areópago de Itambé, primeira loja maçônica do Brasil, que difundiu ideias libertárias, contra a repressão colonial.
O GOB fez a Independência do Brasil, o maior acontecimento da Nação. Numa data posterior, o segundo grande acontecimento do Brasil, a Proclamação da República, foi realizada pelo então Grão-Mestre do Grande Oriente do Brasil: Marechal Deodoro da Fonseca.